# Diễn văn Parchwitz
Diễn văn Parchwitz, còn gọi là Diễn văn Parschwitz hay Bài hiệu triệu của Friedrich trước các tướng lĩnh trước trận Leuthen theo hoàn cảnh lịch sử của nó là bài hiệu triệu ba quân do nhà vua Friedrich II Đại Đế nước Phổ thực hiện vào cuối năm 1757 tại Parchwitz (Schlesien), khi ông vừa hoàn tất cuộc hành binh chớp nhoáng thần tốc cùng đoàn quân đại thắng trận Roßbach từ xứ Sachsen về tỉnh Schlesien nhằm thu hồi tỉnh này, sau khi binh tướng Phổ tại đây bị quân Áo đánh cho đại bại. Lời hiệu triệu này rất được ca ngợi như một bài diễn văn nổi tiếng, qua đó Friedrich II Đại Đế đã nêu rõ hậu quả trực tiếp của chiến bại tại trận Breslau và thôi thúc tướng sĩ chiến đấu, bởi vì vận mệnh của họ gắn với sự sinh tồn của Vương quốc Phổ. Ông đã tuyên bố với họ về kế hoạch tiến công quân Áo của ông ở Leuthen. Một điều hiếm có là, dù ông nổi danh là một ông vua "sính" tiếng Pháp, ông đã đọc bài diễn văn này bằng tiếng Đức. Với tầm trọng đại và sự trùng khớp với lý luận Von Clausewitz của mình, bài diễn văn đầy khí phách này đã khiến cho quân thanh, sĩ khí của tướng sĩ Phổ tăng vọt.
Friedrich II Đại Đế khi ấy được ghi nhận là luôn chìm đắm trong khát vọng chiến đấu vì Tổ quốc, với quyết tâm đại thắng và sẵn sàng hy sinh (những người ca ngợi ông thường hay coi đây là "sự quý phái anh dũng"). Sau một buổi hội quân đáng nhớ, bài diễn văn này đã được ông đọc trước toàn bộ các võ tướng cho đến cấp Tiểu đoàn, và những mệnh lệnh của nó được cho là dứt khoát, với cương quyết phải tìm diệt quân Áo bất chấp quân số đông của họ. Ông khơi gợi việc "nợ nước thù nhà" cho binh tướng, và khẳng định niềm tin mãnh liệt của ông vào sức mạnh của ba quân có thể đánh bại cường địch, đồng thời thẳng thừng đoạn tuyệt với những nỗ lực nửa vời. 												 Trong khi bài diễn văn đã xác định rõ tình hình, nó đã được đáp ứng bằng sự vô cùng nồng nhiệt của các chiến binh Phổ. Ông được xem là trở nên tuyệt đối anh dũng trong lúc này, với lòng yêu nước nồng nàn và quả đoán (song bài diễn văn nổi tiếng cũng chứng tỏ quyền thưởng phạt của ông như một Quân vương). Điều ấy báo trước đại thắng cho ông trong trận Leuthen không lâu sau bài diễn văn hùng hồn được lắm người ca ngợi này, khi ông đánh tan tác quân Áo và làm nên một trong những chiến công "lấy ít thắng nhiều" của ông. Chiến thắng vang dội ấy đã lăng mạ nghiêm trọng Quân đội Áo, và trở thành sự đáp trả xứng đáng của các chiến binh Phổ đối với nhà vua.
Mỗi võ tướng đều phải phân phát quân lệnh này cho đơn vị của mình. Có nhiều phiên bản khác nhau về quân lệnh, nhưng đáng tin cậy nhất là phiên bản của Hoàng thân August Ferdinand, song bài diễn văn này đã đi vào lịch sử và ảnh hưởng lớn đến Nhà nước Đức Quốc xã về sau này. Được xem là một áng văn hay, ngắn gọn và súc tích và là một minh chứng cho tài năng lãnh đạo cũng như sự tận tụy đối với ba quân của Friedrich II Đại Đế, bài diễn văn này đã được dịch ra nhiều ngôn ngữ, thu hút đến muôn triệu độc giả.

## Bối cảnh lịch sử
Chả mấy lâu sau khi ông lên nối đại thống, Quốc vương Friedrich II nước Phổ, tức Friedrich Đại Đế, khởi đại binh chinh phạt tỉnh Schliesen của Đế quốc Áo dưới quyền Họ Habsburg vào năm 1740 để củng cố quyền lợi của tầng lớp quý tộc địa chủ Junker. Được xem là một nhà sáng tạo quân sự tài ba, ông đã giành hết nửa đầu triều đại của ông để chống nhau với Đại Công nương Áo là Maria Theresia - Hoàng hậu của Đế quốc La Mã Thần thánh dân tộc Đức kiêm Nữ hoàng xứ Böhmen. Vào năm 1756, thấy các nước láng giềng tính liên minh chống lại ông, nhà vua nước Phổ quyết tâm chủ động tiến công: ông thân chinh cất đại quân đi đánh Tuyển hầu quốc Sachsen. Đại Công nương Maria Theresia sai quân đến cứu xứ Sachsen, và trong trận kịch chiến tại Lobositz Friedrich II Đại Đế phải nhận thấy rõ rằng người Áo đã học tập được nhiều kinh nghiệm bổ ích kể từ khi bị ông đánh tan tác trong cuộc Chiến tranh Kế vị Áo (1740 - 1748). Tuy nhiên, đoàn quân Phổ chiến đấu dũng mãnh cho nên quân Áo bại trận, và cuối cùng thì Sachsen thất thủ. Tuy nước Phổ được Anh viện trợ về tài chính, họ phải một mình chống chọi với năm nước mạnh là Nga, Áo, Pháp, Thụy Điển và Sachsen, cùng với phần lớn các Vương hầu trong Đế quốc La Mã Thần thánh do Vương triều Habsburg đứng đầu. Cơn binh đao này thật sự là một cuộc Đại chiến thế giới, biết vậy, nhà vua ngự bút thư gửi cho em gái ông, rằng ông sẽ phải liên tục đấu tranh, vì tình hình của ông bấy giờ chẳng khác gì Quốc vương Karl XII nước Thụy Điển vào năm 1700 (Xem bài Đại chiến Bắc Âu cho rõ hơn). Năm mới đến, Friedrich II Đại Đế quyết định xua đại binh tấn công chớp nhoáng vào thành Praha để gạt nước Áo ra khỏi vòng chiến. Quân ông chiến thắng lớn trong trận chiến kịch liệt ở Praha, tuy nhiên đại bại trong trận đánh kế tiếp tại Kolín, do đó đến tháng 8 năm 1757 ông mất hoàn toàn xứ Böhmen. Tổn thất lớn nhất của ông là Thống chế đại tài Kurt Christoph Graf von Schwerin, đồng thời kế hoạch đánh nhanh thắng nhanh của người Phổ đã thất bại. Trong khi đó, ngay từ tháng 6 năm 1757 thì Nữ hoàng Nga là Elizaveta đã cử binh đánh vùng Đông Phổ. Nhưng sau trận ác chiến tại Gross-Jägersdorf thì quân Nga chịu tổn thất đáng kể về binh lực nên phải rút quân trở về. Song, vào ngày 7 tháng 9 năm 1757, quân Áo chiến thắng trong trận Moys, vị Thống chế lỗi lạc của nước Phổ là Hans Karl von Winterfeldt hy sinh, và từ đó quân Áo bắt đầu tiến công Schliesen. Chưa kể một đạo quân Áo còn tấn công kinh thành Berlin vào ngày 16 tháng 10 năm 1757, còn đại quân Áo do Vương công Karl Alexander xứ Lothringen và Bá tước Leopold Joseph von Daun chỉ huy thì đánh tỉnh Schliesen, cùng với binh đoàn của Tướng Nadasty. Trước tình hình ấy, Vua nước Phổ quyết tâm dùng kế "đánh và giữ" theo đó ông giao cho các tướng chỉ huy pháo đài trọng trách giam chân phần lớn quân Đồng minh, còn ông sẽ thân chinh đem binh đi đánh phần còn lại, giữa vào đường nội tuyến tuyệt vời của Phổ (ông sẽ còn phát huy rất thành công nội tuyến này và gây ảnh hưởng to lớn cho đời sau). Quân Áo vây khốn thành Schweidnitz từ tháng 10 năm 1757.

### Quân Áo chiếm Schliesen - đại quân Phổ hành binh về
Nhà vua nghĩ rằng nên kéo đại binh về tỉnh Schliesen để giúp Bevern đuổi giặc, nhưng quân Liên minh Pháp - Đức là mối đe dọa chính yếu của ông do đó ông phải tiến quân đến Leipzig, Sachsen. Vào ngày 5 tháng 11 năm 1757, ông nhử quân địch về làng Roßbach và trong trận đánh lớn ở đây, dù quân Pháp và Quân đội La-Đức có ưu thế vượt trội về quân số, vua Phổ đại thắng. Quân Liên minh Pháp - Đức bị hủy diệt, cuống cuồng tháo chạy. Nhờ tài mưu lược và lòng can trường, tên tuổi nhà vua nổi lên khắp thiên hạ, hiểm họa đã qua đi với ông. Nhưng đúng lúc đó, quân Áo tại Schliesen thắng thế, quân Phổ của August Wilhelm, Quận công xứ Brunswick-Bevern phải phòng thủ kiên cố ở phía trước thủ phủ Breslau. Do đó, nhà vua quá bận tâm nên ông không ban lệnh cho truy kích tàn quân Pháp - Đức và cũng chưa hài lòng với chiến thắng rực rỡ của mình. Ngay sau một thời gian nghỉ ngơi ngắn thì từ ngày 13 tháng 11 năm 1757 ông kéo rốc binh đoàn gồm 13 nghìn chiến binh từ Leipzig về Lusatia, để giúp Bevern đuổi địch khỏi thành Schweidnitz. Theo nhà sử học Hannsjoachim Wolfgang Koch thì ông có 14 nghìn quân sĩ, nói cách khác là 18 Tiểu đoàn và 20 Sư đoàn Kỵ Binh, còn một tư liệu khác chép là ông có 15 nghìn binh sĩ. Hoàng thân Phổ là Friedrich Heinrich Ludwig nhận lệnh chỉ huy một binh đoàn trấn thủ xứ Sachsen. Còn Quân vương thì quyết định phải đánh đuổi binh đoàn Áo đang chiếm cứ Lusatia đi, để thuận lợi cho cuộc hành binh của lực lượng Quân đội Phổ; ông cảm thấy tình hình quá khẩn cấp đến mức chưa thể tập hợp mọi kho lương cho các đội hình hàng dọc trong cuộc hành quân của ông. Thống chế James Francis Edward Keith nhận lệnh nhà vua kéo một binh đoàn nhỏ đánh vào xứ Böhmen, dũng mãnh và kiên cường đến mức quân Áo hoảng sợ phải bỏ Lusatia về, mất nhiều chiến lợi phẩm, đạn dược về tay Keith. Trong lúc nhà vua còn ở Lusatia, trong ngày thứ năm của cuộc hành binh, vào Thứ Ba ngày 14 tháng 11 năm 1757, thành Schweidnitz thất thủ, quân Áo tóm gọn cả binh đoàn Phổ ở thành này. Nhờ đó, Nadasty hợp binh với Karl Alexander. Tiếp sau đó, vào ngày 22 tháng 11 năm 1757, Bevern cùng giao chiến với Karl trong trận Breslau. Quân Phổ chiến đấu dũng mãnh và loại nhiều quân lính Áo ra khỏi vòng chiến, nhưng không thắng nổi. Sáng hôm sau là ngày 23 tháng 11 năm 1757, ông bị quân Áo bắt sống và giải về đế đô Viên. Tướng Kyau lên thay Bevern, lui quân khỏi Breslau mang lại thảm họa cho pháo đài này: Đạo binh của lão tướng Leschwitz phải thủ thành trong tình trạng khó khăn, và phải ra hàng quân Áo vào ngày 25 tháng 11 năm ấy. Tuy dân chúng Schliesen đã chào đón cuộc chinh phạt của Friedrich II Đại Đế vào năm 1740, nhưng giờ đây họ đã nguyện thề trung thành với Đại Công nương Áo. Thậm chí Vương công Tổng giám mục thành Breslau là Schaffgotsch - vốn đã được Friedrich II Đại Đế ban cho vô số ân huệ (trên tinh thần tự do tôn giáo của nhà vua), lại làm phản và dẫm chân lên chiếc Huy chương Đại Bàng Đen mà vua đã ban cho mình. Người Áo lúc bầy giờ rất mở cờ trong bụng, họ đều tự nhủ: "Friedrich là thằng nào? Chúng ta đã đè bẹp hắn tại Kolín! Bọn Phổ của hắn bị ta đập tan nát tại Zittau, Moys và Breslau" (là những thắng lợi của quân Áo trong năm 1757). Họ còn ung dung suy nghĩ phải làm gì nếu vị Quân vương nước Phổ kéo đại binh tới ? 

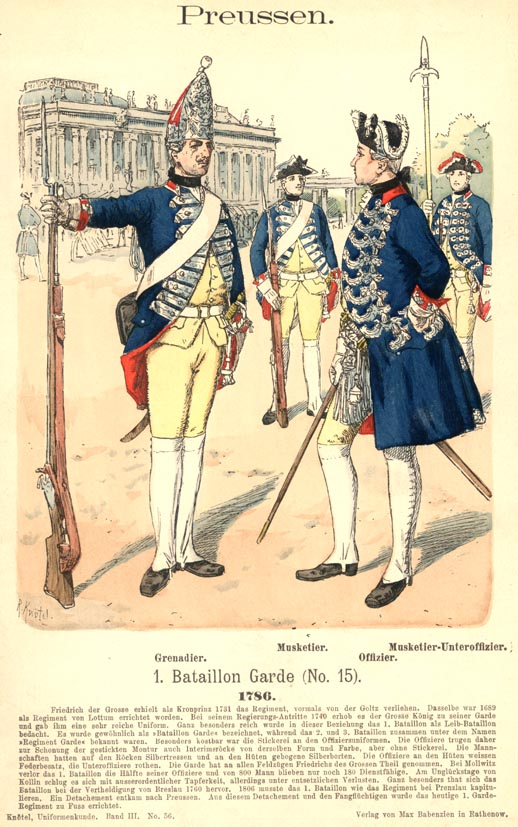
Một Tiểu đoàn Vệ binh Phổ vào năm 1756. Tuy dân số ít ỏi nhưng nước Phổ có Quân đội mạnh thứ tư trên thế giới, được biểu dương qua chiến thắng của Phổ trong cuộc Chiến tranh Bảy Năm, nhất là trận Leuthen 1757.

Giữa lúc ấy, Quân vương vẫn bình tĩnh, kiên nhẫn; vua tổ chức hành binh qua Torgau về Mühlberg. Vào ngày 18 tháng 11 năm 1757, khi dẫn quân tới Grossenhaydn, ông nhận tin dữ là thành Schweidnitz đã thất thủ. Vua Phổ xuất binh, quân Áo của tướng Haddik rút chạy về Königsburg. Khi đến vùng Königsburg thì quân ông có đánh vài trận nhỏ với quân Haddik nhưng quân Haddik nhanh chóng đại bại, Binh đoàn của tướng Marshal tiếp tục tiến quân của Nhà vua. Tại Bautzen vào ngày 21 tháng 11, ông hay tin rằng con đường đến Schliesen qua Görlitz, do đó ông tức tốc thúc ngựa đến với hy vọng giúp Bevern đánh thắng quân Áo trong trận Breslau. Vào ngày 23 tháng 11 năm 1757, tại Görlitz - là ngày thứ 10 của cuộc hành quân, ông nghe lời đồn đại đầu tiên: theo đó quân Pháo Binh Phổ đã nã đạn dữ dội cả ngày, nã nhanh như ông đang hành quân, và quân Bevern đã chiến thắng. Tướng Haddik liền tháo chạy về xứ Böhmen thuộc Vương triều Habsburg. Nhưng đến ngày 25 tháng 11 năm 1757, sau khi nhà vua hành quân qua Weissenberg và vượt qua sông sông Queiss thẳng tiến đến Naumburg, hung tin lại đến với ông: thành Breslau đầu hàng, quân Phổ đại bại trong trận Breslau. Chỉ hay ngày sau, ông lại hay tin rằng quân Áo chiếm lĩnh thành Breslau cùng với 200 lính trú phòng. Schliesen đã mất, và xem ra nhà vua Friedrich II Đại Đế thật là khó có thể ngăn chặn quân Áo trú đông ở trái tim của tỉnh này. Mặc dù vậy nhưng ông vẫn không lùi bước. Ông cả giận Thống chế Bevern dù Bevern từng phò tá đắc lực cho ông trong trận Lobositz đánh thắng quân Áo, do ông nghĩ rằng Bevern đã cho phép quân thù tha hồ tóm cổ mình. Dù những con đường bị chiến tranh hủy hoại rồi, ông vẫn tổ chức những cuộc hành binh nhanh chóng về thành Breslau. Quân Áo phòng thủ vững chắc trước cổng thành Breslau, nhưng nhà vua quyết tâm tấn công địch, như lời ông dõng dạc nói trên đường quân hành: "Trẫm sẽ tiến đánh giặc, nếu chúng có đóng trên đời Zobtenberg, nếu chúng có đóng ở sườn dốc Breslau!" Người Áo thấy Quân vương Phổ hành binh về thì vô vàn ngạc nhiên, bảo nhau: "Hắn sẽ làm gì, sẽ có thể làm gì được? Hắn sẽ hất cẳng chúng ta khỏi Schliesen cùng với bọn Vệ binh thành Potsdam của hắn chăng?" Trong khi ấy, ông truyền cho bắt giữ Kyau vì sai lầm rút quân khỏi Breslau và thay Kyau bằng Trung tướng Hans Joachim von Ziethen - nổi danh là "ông vua Khinh Kỵ binh". Letswitz cũng bị giam cầm còn quan Tổng đốc thành Schweidnitz là Seers thì sau kih được người Áo trao trả tự do cũng sẽ bị Triều đình bãi chức. Vào ngày 26 tháng 11 năm 1757, Quân đội Phổ hành binh khỏi Naumburg, rồi lại đến Lobedau. Như vậy là nhà vua đã hoàn thành cuộc hành quân hiển hách Roßbach - Leuthen, dài đến 165 dặm trên các đường nội tuyến của ông. Nhà vua cũng hành binh qua thành Liegnitz, mà ông xem nhẹ lực lượng đồn binh Áo tại đây. Quân ông đến vùng Barchwitz vào ngày 28 tháng 11 năm 1757 để cho quân sĩ nghỉ ngơi thêm một chút, chờ quân Ziethen (với khoảng 24 nghìn người) đến hợp binh. Vậy là tuy không có lương thực đầy đủ nhưng Quốc vương đã làm nên một kỳ tích: sau đại thắng, ông cùng ba quân hoàn tất cuộc hành binh mau lẹ chớp nhoáng chỉ trong vòng có 15 ngày từ Sachsen về Schliesen. Không những thế, cuộc hành binh này có thể hiện sự dũng mãnh của họ do diễn ra trong thời tiết khắc nghiệt. Khi ấy, Ziethen cũng thành công phần nào trong việc cải thiện lại tình hình. Friedrich II Đại Đế xua quân tấn công và đánh bại 11 nghìn quân Áo của tướng Gersdorf - vốn đã đến Barchwitz ít lâu trước đó, bắt sống 150 quân, tiêu diệt 80 quân Áo và tàn quân của Gersdorf thì tan rã. Gần vùng Barchwitz, tàn quân do Ziethen thống lĩnh tập kết với bộ đội chủ lực của Quân vương. Vào ngày 2 tháng 11 năm 1757, ông điều động binh mã đến. Quốc vương phán:
| “                         | Toàn quân đã mất nhuệ khí, và hoàn toàn tan vỡ vì hậu quả của thất bại vừa qua! | ” |
| — Vua Friedrich II Đại Đế |                                                                                 |   |

Ngượi lại, những chiến binh trong đội quân chính quy của Quốc vương thì mừng vui với đại thắng vừa qua tại Roßbach nên nhiệt huyết, sẵn sàng đánh thắng Áo để giải phóng Schliesen. Thực sự, tình hình của ông lúc này là rất nguy kịch và chỉ một chiến thắng vĩ đại mới có thể cứu nguy được cho ông.

## Bài diễn văn Parchwitz trước toàn quân

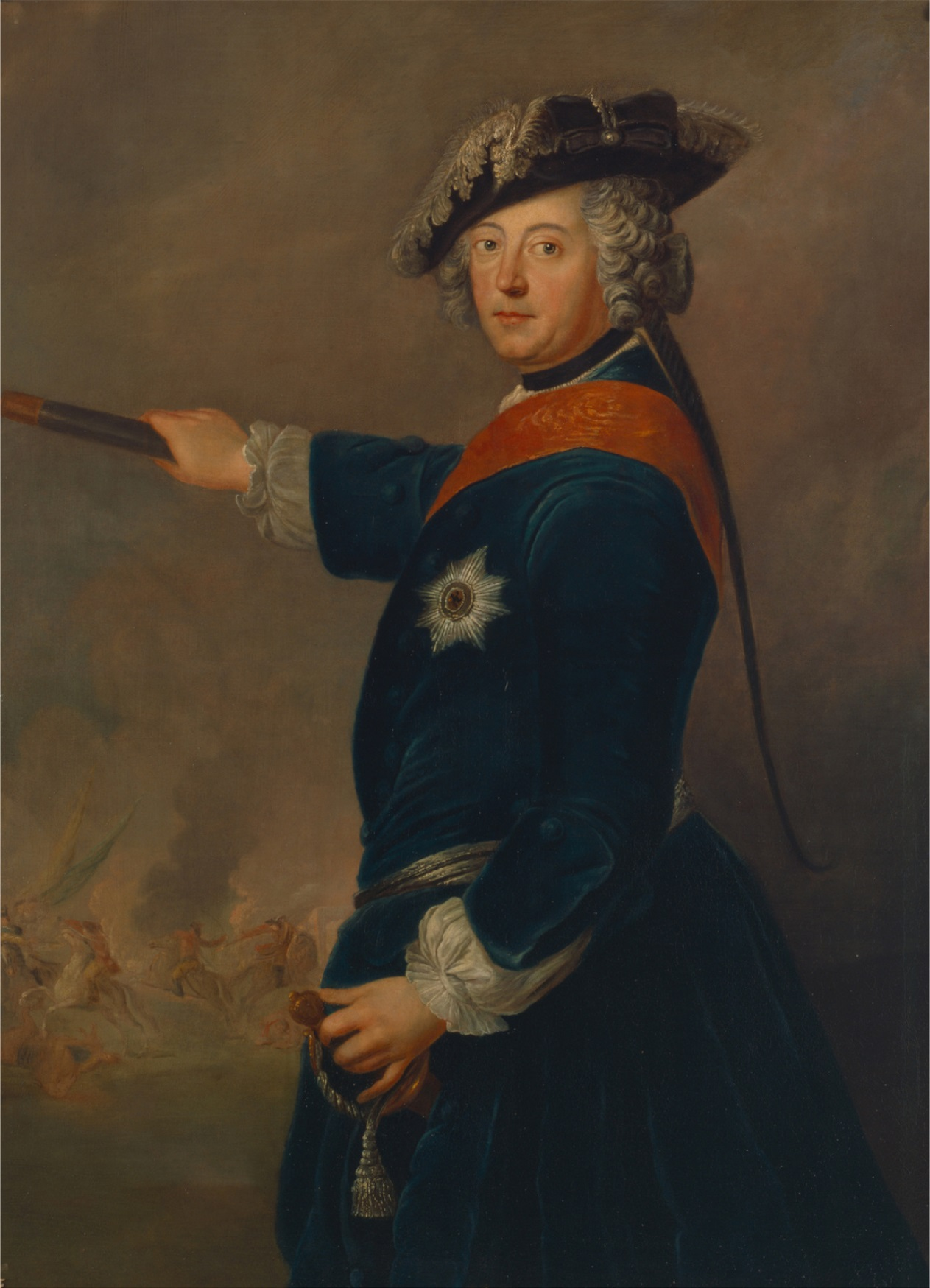
Nhà vua Friedrich II Đại Đế nước Phổ đã gây cho cả châu Âu phải náo động bằng cuộc chinh phạt tỉnh Schliesen vào năm 1740. Sau này, ông đã dùng thiên tài quân sự và chính trị của mình để bảo vệ nước Phổ đánh lui các cuộc tấn công của phe Liên minh chống Phổ. Tuy thua trận Kolín, ông đại thắng trong chiến dịch Roßbach - Leuthen hiển hách. Chính những trận thắng lớn này đã củng cố ngoại hiệu "Đại Đế" của ông.

Các Sĩ quan của đội bại binh này e sợ, xem chừng họ chẳng khác gì những tên tội phạm sắp phải đối đầu với đao phủ - chính là Quân vương. Nhưng chính cái khó ấy đã khiến Quân vương thể hiện rõ tài nghệ chỉ huy ba quân của ông: để kêu gọi ba quân đánh trận kế tiếp với quân Áo, ông cho họ uống rượu và kể lại với họ về những chiến tích oanh liệt của lực lượng Quân đội Phổ trong quá khứ. Các chiến binh tha hồ ăn uống, nhưng quan trọng hơn hết là những chiến binh đã vào sinh ra tử với Quốc vương tại Tuyển hầu quốc Sachsen - lúc này đang sướng sung bởi niềm huy hoàng đại phá tan tành quân Pháp trong trận đánh vang danh tại Roßbach mới đây - đã kể cho đội bại binh của Ziethen nghe về chiến thắng lịch sử tại Roßbach. Qua đó, các chiến binh của Quân vương đã lám cho tinh thần của các chiến binh bại trận trở nên nhiệt huyết Trong những ngày đông lạnh giá này, vị Quốc vương sinh hoạt chẳng khác gì những người lính trong đại bản doanh tươi vui của ông. Ông sưởi ấm bằng lửa của binh lính, và cùng chia sẻ lửa với họ. Vua tôi nói chuyện thân mật chứ không hề có sự cách biệt nào cả, ông vui vẻ ngợi ca những trận đánh trước của toàn quân (dù họ thất bại) và hô hào họ hãy cố gắng chiến đấu vũ dũng thêm nữa. Không lúc nào, lực lượng Quân đội Phổ mang đậm nét dân tộc như lúc này. Các binh sĩ người Sachsen và ngoại quốc đều đã hy sinh trong các đợt hành binh và trận đánh suốt ba thánh qua, do đó Friedrich II Đại Đế có một đội quân nhỏ, nhưng gồm thâu 35 vạn tinh binh, phần lớn là người xứ Brandenburg, Pommern và Magdeburg. Chỉ một thời gian nghỉ ngơi ngắn đã hồi phục uy lực của lực lượng Quân đội Phổ: họ sẵn sàng nghênh chiến để nối tiếp truyền thống huy hoàng, phá vỡ cái nỗi nhục thất bại tại Breslau. Dù đã kiệt lực và mới bị đánh bại, giờ đây họ lại là một trong những lực lượng quân sự hùng mạnh nhất của thế kỷ 18, hết mình phò tá nhà vua. Tuy nhiên, Quân vương vẫn không lấy làm yên tâm: quân Áo có tinh thần kỷ cương cao hơn hẳn cái đội quân Đồng minh Pháp - Đức đã bị ông đập tan nát trong trận đánh vừa qua tại Roßbach. Theo nhà sử học nghệ thuật Franz Kugler thì quân Áo có từ 8 vạn đến 9 vạn binh sĩ, trong khi theo nhà sử học quân sự Geoffrey Parker thì họ có 65 nghìn quân và nhà sử học Will Durant thì kể rằng họ có đến 73 nghìn quân. Nhà sử học quân sự Đức là Hans Delbrück kể rằng người Phổ bị áp đảo về quân số, với 4 vạn binh sĩ phải chiến đấu chống lại từ 6 vạn cho đến 66 nghìn quân Áo. Nhà sử học quân sự Hoa Kỳ là David G. Chandler nói khác chút: Friedrich II Đại Đế có 35 nghìn chiến sĩ cùng với 71 khẩu đại pháo còn Karl và Daun có 6 vạn chiến sĩ và 65 khẩu đại pháo quanh thị trấn Leuthen. Tác giả Stanley Sandler thì cho biết quân Áo có đến 66 nghìn binh sĩ, cùng với 210 khẩu đại bác. Tài liệu khác cho biết vị vua Phổ hùng mạnh thân chinh thống suất 43 nghìn chiến sĩ tinh nhuệ chống nhau với 72 nghìn chiến sĩ Áo. Dù gì thì người Áo cũng đông đảo vượt trội đại quân Phổ của nhà vua Friedrich II Đại Đế: ông chỉ có 32 nghìn quân theo Franz Kugler, 36 nghìn quân theo tác giả Cormac O'Brien, 39 nghìn quân theo Stanley Sandler, và 43 nghìn quân theo Will Durant, cùng với 170 cỗ đại bác. Một cuốn sách khác cũng ghi nhận nhà vua Phổ thiên tài thống suất 36 nghìn đại binh trong khi quân Áo có đến 85 nghìn đại binh. Theo tác giả William Jacks trong cuốn sách The life of His Majesty William the Second, German emperor: with a sketch of his Hohenzollern ancestors, binh lực Phổ với 3 vạn binh sĩ chỉ bằng có 1/3 binh lực Áo. Do đó, trong đêm ngày 3 tháng 12 năm 1757, nhà vua triệu các Tướng tá và Sĩ quan Tham mưu (hoặc có tài liệu ghi là các tướng lĩnh cùng với các cấp chỉ huy Trung đoàn và Tiểu đoàn) của ông đến chầu, và hiệu triệu như sau: đây là bài hiệu triệu Barchwitz trứ danh được lưu danh vào những trang sử vàng son của nền quân sự thế giới, mà có sách còn gọi là Bài hiệu triệu của Friedrich trước các tướng lĩnh trước trận Leuthen, theo bối cảnh lịch sử của nó. Một bản chép nguyên văn bài hiệu triệu này như sau, được một số cuốn sử dẫn lại:
| “                         | Hỡi các tướng sĩ, các Khanh đều nghĩ rằng Vương công Karl xứ Lothringen đã thắng lợi trong cuộc chiếm đoạt thành Schweidnitz, đánh bại Quận công xứ Bevern và lấy luôn cả thành Breslau, trong khi Trẫm buộc phải vắng mặt, do Trẫm nhất thiết phải chặn đứng giặc Pháp và đồng minh của chúng. Một phần của Schliesen, thủ phủ của tỉnh này, và mọi phương tiện chiến tranh được lưu trữ ở đây đều đã mất; và thiết nghĩ những thảm bại của Ta là nghiêm trọng và không thể qua khỏi, nếu Trẫm không đặt niềm tin vô hạn hơn cả của mình vaò lòng can trường và táo bạo của các Khanh, - vào ý chí kiên cường đó, - vào tinh thần ái quốc đó, mà các Khanh đã được dịp thể hiện không ít khi, và chứng tỏ nó một cách vinh quang. Với lòng nhớ ơn sâu sắc nhất của mình, Trẫm nhận thức rằng những công tích ấy là vì Tổ Quốc, và vì chính Trẫm đây nữa. Không ai trong số các Khanh lại không có vài chiến tích dũng mãnh, vài chiến công vĩ đại. Vì lẽ đó, Trẫm hy vọng rằng, khi được dịp, các Khanh sẽ không thể nào không làm đúng theo những đề nghị mà giang sơn của các Khanh đặt lên lòng dũng cảm và nhiệt huyết của các Khanh. Thời khắc quyết định đã đến, và Trẫm sẽ thừa nhận rằng Trẫm đã không thể làm gì được, nếu để quân Áo xâm chiếm tỉnh Schliesen. Dựa trên điều ấy - một sự trái ngược với mọi mưu lược, Trẫm sẽ tiến công cái đội quân do Vương công Karl cầm đầu, dẫu cho chúng có quân số đông gấp ba lần chúng ta. Quân số của địch quân, - sự vững chắc của điểm phòng ngự của chúng, chỉ là những vấn đề có tầm quan trọng hạng thứ; Trẫm chắc mẩm rằng những điều này đều phải bị áp đảo trước lòng can trường quyết không lùi bước của ba quân, và việc thi hành sáng suốt những quân lệnh của Trẫm. Cứ theo đó Trẫm nhất thiết phải đánh liều, hoặc là mất hết mọi thứ. Chúng ta nhất thiết phải đè bẹp bọn địch, hoặc là cùng chôn nhau dưới những Sư đoàn của bọn chúng. Đó là những cảm nghĩ của Ta, và những hành động của Ta sẽ gắn kết với chúng. Hãy báo cho mọi Sĩ quan khác nhau của toàn quân biết về kế hoạch và những quyết định của Trẫm;- hãy để một người lính dưới quyền sẵn sàng đáp ứng những sự kiện sắp xảy ra. Hãy thuyết phục anh ấy rằng Trẫm có lý lẽ xác đáng để yêu cầu lòng trung quân tuyệt đối của anh ấy. Xét cho cùng, chỉ cần nhớ lại rằng các Khanh là người Phổ, và những hành động của các Khanh hẳn sẽ đi đôi với danh dự cao quý của các Khanh. Tuy nhiên, nếu có ai trong các Khanh lo sợ phải chia sẻ những hiểm nguy với Trẫm, hôm nay anh ta có thể đệ đơn xin giải ngũ, mà không phải nghe một lời quở trách nhỏ nhẹ nhất của Trẫm | ” |
| — Vua Friedrich II Đại Đế | |   |

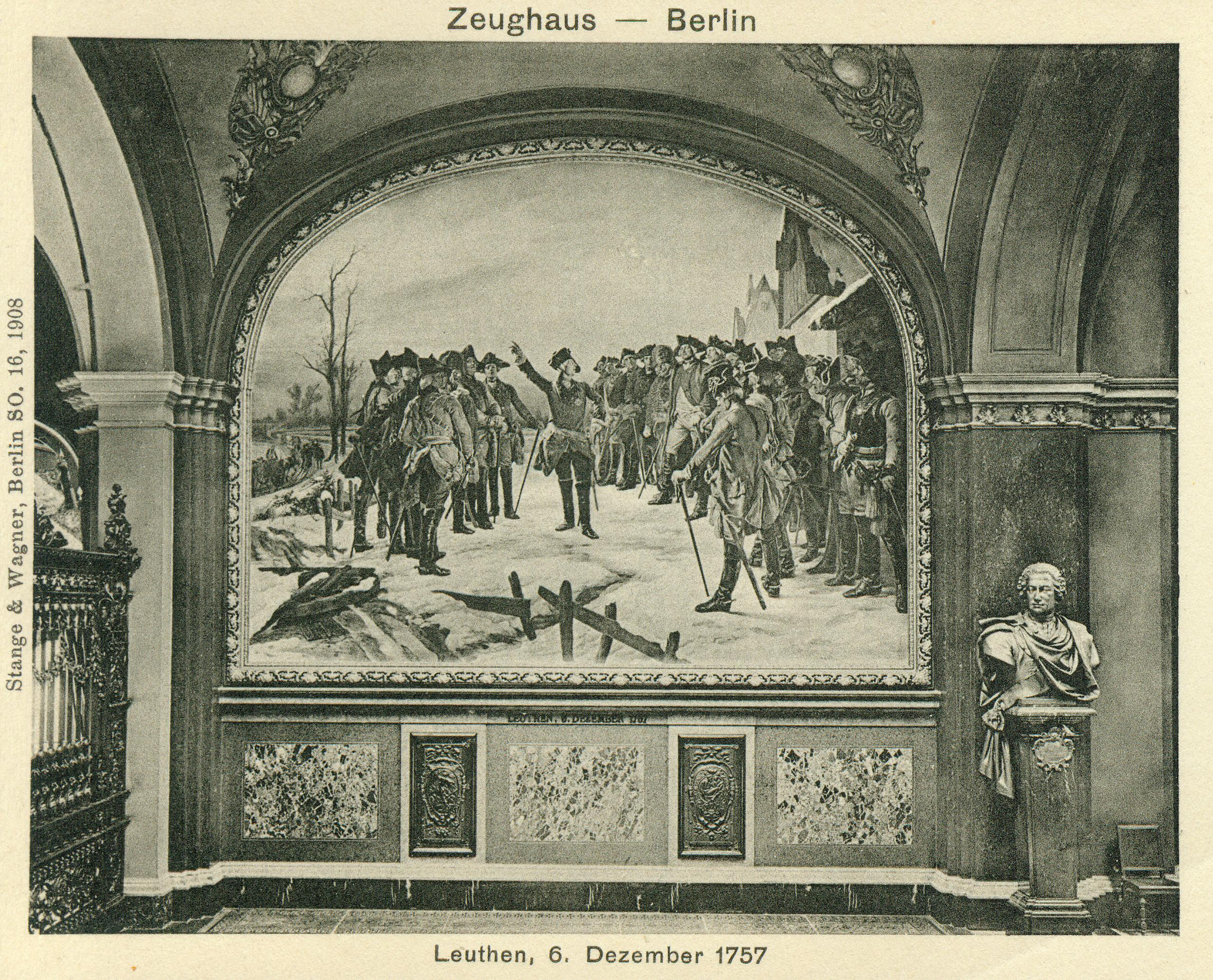
Nhà vua Friedrich II Đại Đế kêu gọi ba quân chiến đấu, tranh tường của Fritz Roeber. Đúng như lời bình của nhà lý luận quân sự Karl von Clausewitz, khi quyết định tiến công quân Áo thì ông luôn chìm đắm trong ao ước được chiến đấu vinh quang vì Tổ quốc.

Nhà vua tuy đã mệt mỏi, và dù giọng nói của ông yếu ớt nhưng ông vẫn sẵn sàng khuyến khích tinh thần ba quân dũng mãnh, để làm nên bài hiệu triệu tuyệt vời như thế. Theo một bản in thì trong các võ tướng Phổ yết kiến ông trong lần này gồm có Thiếu tướng Lentulus, Thiếu tướng Heinrich August de la Motte Fouqué, Thiếu tướng Moritz người xứ Anhalt-Dessau, Trung tướng Ziethen và Thiếu tướng Schmettau. Thực chất, sách khác lại kể rằng quyết định đánh địch của ông là rất liều lĩnh vì ông tưởng rằng sau tổn thất nặng nề trong các trận đánh vừa qua tại Schliesen, Karl chỉ có 39 nghìn lính Áo. (lá thư của ông gửi cho Hoàng thân Friedrich Heinrich Ludwig vào ngày 30 tháng 11 năm 1757 đã thể hiện hy vọng của ông trong việc lấy một đội quân gồm 36 nghìn chiến sĩ thắng một đội quân gồm 39 nghìn chiến sĩ, không lâu sau ông lại ước tính đội quân của ông có đến 36 nghìn chiến sĩ). Cũng có một tài liệu đã ghi nhận bài diễn văn Parchwitz là nổi tiếng và thể hiện khát vọng "chiến thắng hoặc là hy sinh" của ông, và cho thấy vua Phổ đã quá xem nhẹ quân số của địch: ông nghĩ là họ chỉ còn có 4 vạn quân. Và, Vương đệ thứ ba của nhà vua là August Ferdinand có lời kể khác về nguyên văn lời hiệu triệu này. Đây được coi là bản chính xác nhất về lời hiệu triệu hùng tráng của vị Quân vương nước Phổ:
| “                     | Quân giặc đóng ngay tại đại bản doanh kiên cố ở Breslau, mà quân ta đã phòng thủ dũng mãnh. Trẫm đang hành binh về tấn công vị trí ấy. Trẫm không cần phải lý giải gì về quyết định của Ta, hoặc là vì sao Trẫm phải khăng khăng làm vậy. Trẫm hoàn toàn thừa nhận những nguy hiểm dễ xảy ra với bước tiến này, nhưng trong tình hình hiện nay Trẫm nhất thiết phải hoặc là chiến thắng, hoặc là hy sinh. Nếu chúng ta thất bại, tất cả sẽ mất hết. Hãy nghĩ rằng, hỡi ba quân, rằng các ông đang phải đấu tranh vì niềm huy hoàng của giang sơn, vì việc bảo vệ nhà cửa của chúng ta, vì vợ con của chúng ta. Trẫm sẽ chăm lo cho gia đình các ông. Nếu có ai muốn rời bỏ, anh ta cứ việc thực hiện ngay bây giờ, nhưng anh ta đừng mong một sự sủng ái nào của Trẫm với anh ta. | ” |
| — Friedrich II Đại Đế | |   |

Ngoài ra, có một số: cuốn sách khác chép tóm lược lời hiệu triệu đầy khí phách của nhà vua Friedrich II Đại Đế như sau (tỷ dụ như sách Artillery through the ages của tác giả Philipp H. Stevens đã ghi nhận bản này khi viết về Friedrich II Đại Đế):
| “                     | Hỡi các tướng sĩ, quân giặc đóng sau những cứ điểm của chúng, và vũ trang đến tận xương tủy. Chúng ta nhất thiết phải hoặc là công kích và chiến thắng chúng, hoặc là hy sinh. Không ai có thể nghĩ đến phương án khác. Nếu các Khanh không đồng ý các Khanh có thể đệ đơn tự chức và về nhà. | ” |
| — Friedrich II Đại Đế | |   |

Sách Europe: The Making Of The Nation States cũng cho biết là ông tuyên bố với các tướng lĩnh về kế hoạch tấn công quân thù ở Leuthen. Trong khi ấy, cuốn tiểu sử Frederick the Great: King of Prussia của nhà sử học David Fraser cũng cho biết rằng bài diễn văn này đã trở nên nổi danh, với mệnh lệnh dứt khoát, là phải tìm diệt quân Áo bất chấp quân số đông của họ. Quân vương đã nói lời hiệu triệu này bằng tiếng Đức - đây là điều hiếm có ở ông do ông thường nói tiếng Pháp, trước các võ tướng cho đến cấp Tiểu đoàn. Lập tức, các chiến binh đến hô lên, với giọng trầm, nhẹ nhàng: "Không bao giờ, vĩnh viễn không bao giờ!". Thời khắc hào hùng này được coi là không thể nào quên, trước khí thế hừng hực của ba quân. Ông nghe vậy, liền nhiệt huyết tiếp lời: "Hà, Trẫm biết điều đó. Không ai sẽ rời bỏ Trẫm. Trẫm lệ thuộc vào sự tôn phò của các Ngươi, và hẳn sẽ chiến thắng". Trong lúc này Thiếu tướng là Rohr quá xúc động đến mức hai hàng nước mắt chảy ròng ròng trên mặt ông. Nhà vua thấy vậy, ông bèn vỗ về Rohr, và nói: "Rohr thân yêu của Ta, Ta không có ám chỉ Ái Khanh!" Ông và ba quân im lặng một hồi, cho đến khi một viên Sĩ quan Tham mưu hô lên mãnh liệt: "Một tên du thủ du thực mới làm thế! Chúng thần sẵn sàng hy sinh mạng sống của mình vì Bệ hạ!" Sách khác thì kể rằng một viên Sĩ quan bèn hô to trước binh tướng: "Chỉ có mỗi một thằng hèn mới chần chừ ! Chúng thân sẵn sàng hiến dâng mạng sống vì Bệ Hạ". Như một người chứng kiến kể lại, lời hiệu triệu hùng tráng của nhà vua - là sự liên kết giữa quyền lợi của ba quân với Tổ quốc - đã ăn sâu vào con tim của các binh tướng, thổi lên ngọn lửa mãnh liệt của lòng nhiệt huyết toàn quân. Friedrich II Đại Đế đã có thể tự hào với lòng dũng cảm và một lòng vì nước của ba quân. Nói xong, ông đẹp lòng đẹp dạ và ra quân lệnh đặc biệt: "Trung đoàn Kỵ Binh nào không lập tức tấn công thẳng vào địch khi quân lệnh của Trẫm ban ra thì sẽ bị tước đoạt chiến mã và chuyển thành một Trung đoàn Trú phòng. Tiểu đoàn Bộ Binh nào mà, khi phải đối phó với một rủi ro nào đó, mà có chút dấu hiệu lưỡng lự, sẽ bị tước bỏ cờ phướn và bảo kiếm, và Trẫm sẽ cắt bỏ mọi trang sức trên quân phục của họ! Giờ, chúc ba quân ngủ ngon: không lâu sau hoặc là chúng ta sẽ nghiền nát địch thù, hoặc là chúng ta không thể nhìn thấy nhau một lần nữa". Đến thời điểm này thì lời hiệu triệu Parchwitz vàng son của ông mới thực sự chấm dứt, trong buổi hội quân đáng nhớ của ông. Giờ đây, hào khí của ba quân đều sục sôi. Với chủ nghĩa anh hùng, họ sẵn sàng xả thân vì đất nước, và vì niềm tin cao đẹp vào "Ông già Fritz" (Vater Fritz) lẫy lừng của họ. Vị Quốc vương vĩ đại thật thành công trong việc kêu gọi niềm nhiệt huyết và lòng trung quân, ái quốc của toàn quân. Đêm hôm ấy, ông dong ngựa vào đại bản doanh, động viên tinh thần yêu nước nồng nàn của ba quân: các Trung đoàn đều tập hợp lại cả, rời khoỉ các khu đóng quân của họ, và sẵn sàng hành binh vào ngày hôm sau. Đầu tiên, ông thăm hỏi Trung đoàn Thiết Kỵ Binh Tiền Vệ, được họ chúc một đêm vui vẻ, và ông cũng ân cần hồi đáp. Một số chiến binh lão luyện, với lòng trung dũng nghĩa khí, tâu: "Có tin gì vậy thưa Ngài, giờ đã muộn rồi!" Ông trả lời: "Tin tốt, hỡi các con (Kinder)! Ngày mai ta sẽ đánh cho quân Áo đại bại tơi bời". Các chiến binh đáp: "Chúng thần sẵn sàng, kính bẩm". Nhà vua lại nói: "Những chỉ lo rằng ở đằng kia bọn chúng sẽ bố trí ở nơi nào và chúng sẽ phòng ngự bằng cách nào?" Các chiến binh tâu: "Và nếu chúng có một Ma Vương phía trước và xung quanh, chúng ta sẽ hạ thủ chúng! Chỉ có Ngài mới có thể lãnh đạo chúng thần làm vậy!" Nhà vua phán: "Tốt, Trẫm sẽ xem các Khanh làm được gì, bây giờ hãy nằm xuống và ngủ đi thôi; và xin chúc các con ngủ ngon". Toàn quân đồng thanh: "Chúc một đêm tốt lành, hỡi Fritz". Trong lúc ấy nhà vua lại đến gần Trung đoàn thứ hai và có lẽ ông sẽ nói chuyện với họ. Đó là Trung đoàn Pommern trứ danh kỷ cương, trung dũng nghĩa khí. Họ luôn tự giác có tinh thần đánh giặc, mà không cần phải được khen ngợi. Quân vương hỏi: "Này các con, các con nghĩ ngày mai tình hình sẽ ra sao? Giặc đông hơn ta nhiều lắm". Những người lính thiện chiến đồng thanh đáp: "Ngài không phải lo; chúng không có ai người Pommern cả; Ngài hãy tin rằng người Pommern có thể làm được" (có tư liệu chép là: "Đức Hoàng thượng khỏi lo, giặc không có người Pommern của chúng tôi. Ngài cũng biết là họ chiến đấu ra làm sao", và quả thực là người Pommern hùng dũng đã đóng góp rất lớn cho đại thắng ở Leuthen đúng như khẩu ngữ của người Đức là "Nơi nào có dân Pommern, nơi ấy cỏ không mọc được"). Câu nói này phản ánh sự tác động của niềm tự hào về vùng miền của người Phổ đối với cuộc chiến chinh của họ, và nhà vua Friedrich II Đại Đế không hề phản đối. Ông đẹp lòng, nói: "Phải, Trẫm biết quá đi chứ, nếu không thể Trẫm đã không dám quyết định đánh trận. Bây giờ chúng các con ngủ ngon; chờ đến ngày mai, chúng ta sẽ hoặc là tiêu diệt quân địch, hoặc là cùng nhau ngã xuống". Cả Trung đoàn đồng thanh: "Dĩ nhiên, phải hy sinh hoặc là đánh bại địch thù". Nói xong, cả họ đều ngủ. Những người lính dũng cảm ngủ rất sâu. Những đối thoại này, và cả bản dài hơn của lời hiệu triệu Parchwitz là do ông F. A. Retzow - con của Trung tướng Retzow trong trận này - kể lại, dù người ta đã tranh cãi về ngày tháng của chúng. Ngoài ra, nhà vua còn tuyên thệ:
| “                     | 'Nếu Trẫm sẽ ngã xuống và không thể tưởng thưởng cho công trạng của chư Khanh trong ngày mai, quê cha đất tổ của chúng ta sẽ làm điều ấy. | ” |
| — Friedrich II Đại Đế | |   |

Ngoài ra, có nhiều giai thoại khó tin kể về sự sáng suốt của Quốc vương trong lúc này. Những giai thoại ấy nói chung đều xuất phát từ công đức chói lọi của vị vua thiên tài Friedrich II Đại Đế sánh ngang với chàng Achilles và những vị minh vương người Hy Lạp năm xưa, và lòng mến mộ của toàn dân Đức dành cho ông. Cuộc hành quân trở về của ông làm cho Karl xứ Lothringen và Daun đều bất ngờ, vì họ tưởng rằng ông đã trú đông. Theo Thomas Carlyle, quân Áo khi ấy họp một Hội đồng Chiến tranh, và ra quyết định bỏ vị trí phòng thủ: họ sẽ rút quân khỏi đại bản doanh kiên cố của mình, vượt sông Schweidnitz mà tiến quân về phía trước Lissa mà giao chiến với vị vua Phổ anh dũng. Nhiều võ tướng phản đối, trong số đó có cả Daun. Ông cho rằng: "Nói chung là không cần thiết phải tấn công, chúng ta có thể phòng thủ ở sông Schweidnitz, làm hỏng kế hoạch của hắn trước khi hắn có thể băng qua sông này". Bá tước Lucchesi d'Abarra (người Ý) lại bất đồng với Bá tước Daun: "Phòng thủ ư? Bị tấn công bởi một đội quân như vậy ấy? Thật là không xứng đáng tẹo nào với chúng ta cả! Chúng ta đã thắng cuộc; và gặt hái mọi vinh quang; hãy để chúng ta hoàn thiện nó. Đánh trận với hắn, vì hắn may mắn quyết định như thế; chúng ta sẽ kết liễu hắn, và kết liễu cuộc chiến trong niềm huy hoàng nữa"! Lucchesi cứ khăng khăn giữ vững quan điểm của mình, và số phận của trận đánh đã được xác định khi Karl đồng ý với ông. Mọi chiến binh Áo đều thấy rằng Karl Alexander đẹp lòng trước lời thuyết phục hùng hồn của Lucchesi. Karl chủ quan rằng quân Áo đã thắng trận Breslau, và do đó, đây là lần cuối cùng, và cũng là lần duy nhất mà người Áo quyết định tấn công người Phổ. Điều này khiến nhà vua Friedrich II Đại Đế rất hài lòng, và ông nói với em vợ là Vương công Franz xứ Brunswick: "Con cáo đã ra khỏi hang, Ta sẽ trừng phạt sự xấc láo của chúng". Đây là thời cơ nghìn thu có một cho ông để tái chiếm tỉnh Schliesen, đại thắng quân Áo trong một trận đánh quyết định và dễ dàng chấm dứt chiến tranh với thuận lợi cho Phổ. Bốn giờ sáng ngày Chủ Nhật, tức là ngày 4 tháng 12 năm 1757, từ Barchwitz, ông tổ chức hành binh, tiến thẳng về đại bản doanh của người Áo. Ông hay tin rằng quân Áo đang tiến về đánh quân ông và không nhất thiết phải phòng thủ ở một cứ điểm kiên cố - đây hoàn toàn là tin có lợi cho ông. Ba quân chia làm 4 đội hình hàng dọc, nhà vua thân chinh thống lĩnh đội tiền binh kéo rốc về thị trấn bé nhỏ Neumarkt cách đó chừng 14 dặm.
Cuối cùng, chả mấy lâu sau đó, Friedrich II Đại Đế đã đánh tan nát đại quân Áo trong trận Leuthen, mặc dù phải chiến đấu giữa nơi chiến trường phủ tuyết - một điều mà các quân đội thời thế kỷ XVIII khó thể làm nào được. Chiến thắng to lớn này được xem là một "Phép lạ" do chính lòng can trường đến mức bất diệt của ông và tướng sĩ dưới quyền làm nên và được đánh giá là một "kiệt tác" trong quân sử nhân loại.

## Nhận định
| “                              | Phải nói là không vị chỉ huy nào, trừ phi đó là Napoléon hay Alexandros Đại đế, đã nhận được sự mến mộ như vậy từ quân sĩ; và không là gì điều này là một nhân tố lớn cho thành công của ông (Friedrich II Đại Đế). | ” |
| — Tác giả Augusta Hale Gifford | |   |

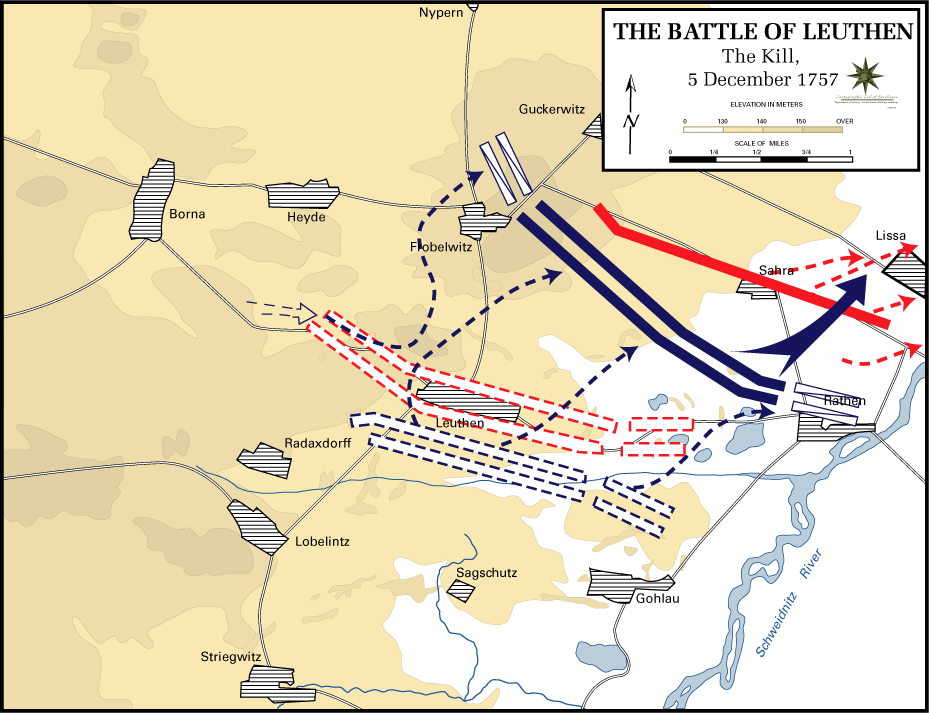
Bản đồ trận quyết chiến tại Leuthen (1757), là trận Friedrich II Đại Đế đại phá tan tành đại quân của Karl và Daun sau khi đại thắng quân Liên minh Pháp - Đức và hành binh không ngừng nghỉ. Chiến thắng lịch sử này khiến lực lượng Quân đội Phổ trở thành một đoàn quân đáng mặt xưng hùng xưng bá giống như Đế quốc Thụy Điển hồi thế kỷ thứ XVII.

Với tầm trọng đại của mình, bài diễn văn đầy khí phách này được các tác giả đánh giá rất cao. Vốn trong lịch sử, các vị chỉ huy quân sự vĩ đại đều thình lình có những truyền cảm sâu sắc, khơi dậy lòng yêu nước bừng cháy tột độ đến cuồng nhiệt của ba quân, giữa cơn nguy khốn. Trước các Kim Tự Tháp hùng vĩ tại Ai Cập, danh tướng Napoléon Bonaparte nước Pháp đã có lời hiệu triệu hùng hồn trước ba quân, khi sắp chạm trán với quân nô lệ Mamaluke trong trận Kim Tự Tháp vào năm 1798. Đô đốc kiệt xuất của Hải quân Hoàng gia Anh là Horatio Nelson, Tử tước Nelson thứ nhất cũng mãnh liệt kêu gọi tinh thần trách nhiệm của quân sĩ trước trận thủy chiến Trafalgar vào năm 1805 lừng danh đập tan tành thủy binh Pháp. Với tài năng điêu luyện của mình, các vị tướng lĩnh ấy đều đã lay động mạnh mẽ vào tinh thần ái quốc của toàn thể ba quân. Thì Friedrich II Đại Đế - người đã "sinh trưởng trong Quân đội Phổ" (Theo Clausewitz) - cũng vậy. Ông hiểu rất rõ rằng cuộc chiến Bảy Năm là một cuộc đấu tranh vì sự tồn vong của nước Phổ, do đó trận thư hùng quyết liệt ở Leuthen là tuyệt đối cần thiết, với quyết tâm chiến thắng hoặc là sẵn sàng hy sinh. Được coi là bậc Quân vương có lời lẽ hết sức hùng hồn, đanh thép và sắc bén, do đó ông không thể nào không nêu cho ba quân hiểu rõ về tầm quan trọng của trận đánh quyết định sắp tới. Theo tác giả Frederick William Longman, ông đã chọn lựa chính xác những ngôn từ chuẩn mực để kêu gọi quân sĩ chiến đấu chống giặc. Và chính ý tưởng này đã thôi thúc ông nói lời hiệu triệu Parchwitz nổi tiếng trước tướng sĩ dưới quyền, sau khi đã hành binh thần tốc về Schliesen. Trong thập niên 1730, danh tướng Tây Ban Nha là Don Alvaro Navia Osorio Y Vigil, Bá tước Santa Crutz de Marcenado đã viết cuốn binh thư có những điểm giống với phong cách của nhà vua Friedrich II Đại Đế. Trong đó, Santa Crutz có thừa nhận: "...do những người lính luôn bị suy sụp tinh thần bởi lối nghĩ rằng nếu họ chết, họ sẽ để cho vợ con của mình phải khó sống đến mức phải đi làm ăn mày". Theo nhà sử học quân sự Christopher Duffy (người Anh), hẳn là điều này có truyền cảm sâu đậm đến lời hiệu triệu của vị Quốc vương nước Phổ. (lưu ý rằng ông đã nêu rõ rằng cuộc chiến đấu là vì gia đình, vì vợ con của các binh sĩ và ông sẽ chăm lo cho gia quyến của họ). Và, ông cũng thể hiện rõ được tinh thần quyết thắng của ông, sự cần thiết của danh dự, lòng trung quân ái quốc của các chiến sĩ, cũng như thái độ thẳng tay trừng trị của ông đối với những kẻ bất trung - là thái độ đoạn tuyệt của ông đối với những nỗ lực nửa vời. Thế rồi, khi ba quân kiên quyết trung thành với ông thì ông cũng sẵn sàng tin tưởng vào tinh thần của họ. Ông khẳng định niềm tin mãnh liệt của mình vào sức mạnh của ba quân có thể đánh bại cường địch trong cuộc chiến mà ông cho là thật quan trọng này. Nhà vua nước Phổ vốn không những là một nhà chỉ huy quân sự tài tình mà còn là một nhà triết học, nhà bảo trợ lớn của nghệ thuật, do đó ông đã biểu hiện được sự nhạy bén của một người chiến binh - học giả qua lời hiệu triệu trước toàn quân này. Bài hiệu triệu này đã ăn sâu vào con tim của người đương thời, khiến cho họ mãi nhớ như in từng câu từng chữ của bài hiệu triệu ấy, và chính nhờ đó cả đoàn quân mới gắn kết son sắt với nhau để mà làm nên chiến thắng tuyệt đỉnh về mặt chiến thuật. Với tài năng truyền cảm của ông, qua bài diễn văn được lắm người ca ngợi và trùng khớp với lý luận Von Clausewitz này Friedrich II Đại Đế đã khiến cho lòng nhiệt huyết, trung dũng của ba quân bừng bừng rực cháy, sẵn sàng hết mình vì bậc Đế vương cao quý của họ. Họ đã đáp ứng những lời xét đoán thế sự của ông bằng thái độ vô cùng nồng nhiệt của họ. Nói chung, những lời nói có cánh của ông không bao giờ mất đi trong tâm tri người đương thời, trong khi cả Ngài Laurence Olivier hoặc là Kenneth Branagh đều không thể trích dẫn được lời hiệu triệu "Chúng ta có chút ít, chúng ta vui chút ít" của nhà vua Henry V nước Anh trước khi nghiền nát quân Pháp trong trận Agincourt hồi năm 1415. Tuy hai vua Henry V và Friedrich II Đại Đế không hiệu triệu với nội dung thật giống nhau, nhưng đều chủ yếu là tinh thần "chiến thắng hoặc là hy sinh". Và, có nhiều phiên bản khác nhau về bài hiệu triệu này cũng chính là do người đời sau thường kể về nó theo ký ức của mình, dù các quyển sách hiện nay chép rằng phiên bản của Vương đệ August Ferdinand là đáng tin cậy nhất.
Bài diễn văn này được xem là một "danh ngôn" về tấn công. Không ít võ tướng đã rơi lệ khi nghe bài hiệu triệu Parchwitz do Friedrich II Đại Đế dành cho các tướng lĩnh và Sĩ quan Tham mưu của ông trước chiến thắng Leuthen này (tỷ dụ như dũng tướng Rohr đã vô cùng cảm động trước những lời cổ động của nhà vua) và trong suốt hai mươi năm sau, sĩ tốt vẫn đem câu chuyện này ra kể cho trẻ em nghe, và ai nghe được cũng đều tuôn trào nước mắt. (trong thời điểm của quân lệnh này thì họ có trách nhiệm phân phát quân lệnh cho đơn vị của mình) Và vốn Friedrich II Đại Đế thường khắt khe và hay có thái độ châm biếm với các bại tướng nên thái độ ân cần của ông trong lúc này là hiếm có, chứng tỏ ông đã hiểu rõ cách động viên tinh thần ba quân. Điều này là đột ngột trong khi quan quân của Bevern khi bại trận vẫn còn lo sợ ông, theo kiểu "chờ bố mày về nhà nhé". Ông hiện ra trước mặt các tướng sĩ quân sự với bộ chiến bào cũ kỹ và cái hộp thuốc lá bẩn thỉu, với giọng nói nhỏ nhẹ, chứ không phải là một viên Tư lệnh cao sang như thường thấy. Một đấng Quân vương mà có tinh thần hội họp với binh tướng như vậy là hiếm có, khiến cho những người ca tụng ông khen là "sự anh dũng qúy phái". Đối với Vương triều nhà Hohenzollern của nước Phổ quân phiệt, việc đối đãi như vậy cũng là hết sức hiếm thấy. Ngoài ra, theo nhận xét của nhà sử học William Fiddian Reddaway (người Anh), trong mấy giờ phút ấy, hình ảnh một ông vua Friedrich II Đại Đế đam mê văn hóa Pháp đã bị thay thế bằng hình ảnh của Người Cha Friedrich II Đại Đế của Nhân dân. Việc ông kể cho những người lính tàn quân nghe về chiến công huy hoàng tại Roßbach đã động viên tinh thần binh sĩ, làm họ có ký ức cao đẹp mà quên đi nỗi đau bại trận tại Breslau. Là bậc Đế vương nhưng ông đàm luận thân mật với các tinh binh, và các chiến sĩ cũng dùng tên gọi trìu mến "Fritz", hoặc là Cha Fritz (Vater Fritz) để nói đến ông - hàng hàng lớp lớp quân tướng Phổ đều mến phục ông mà trong đó nổi bật nhất là lực lượng Kỵ Binh Phổ hùng mạnh. Một điểm đáng lưu ý là lúc này những binh sĩ Phổ người ngoại quốc đều đã đào ngũ trong những lần bại trận trước kia, do đó quân Phổ chỉ còn có các binh sĩ bản xứ - họ mới nồng nàn trung quân ái quốc và tin tưởng mãnh liệt vào đức tin Kháng Cách như vậy. Hiệu lực của cách đối đãi sáng suốt của vị vua anh minh có sức mạnh thần kỳ trong việc khơi dậy khí phách hào hùng của toàn thể ba quân - sự chăm lo, chăm sóc ba quân của ông, cùng với tinh thần kỷ cương chuẩn mực của ông đã làm phá vỡ cách nghĩ truyền thống về một ông vua chuyên chế. Trong khi ấy, mọi huấn lệnh ban đầu của ông trước trận huyết chiến đều đúng đắn, sáng suốt. Áng văn hùng hồn hiệu triệu ba quân tại Parchwitz của ông đã đi vào lịch sử, ảnh hưởng lớn chế độ Đức Quốc xã về sau, và được Bộ trưởng Bộ Tuyên truyền Đức Quốc xã là Paul Joseph Göbbels xem là một trong những "truyền đơn" mẫu mực, cùng với lời hiệu triệu của Julius Caesar trước các binh sĩ và lời cổ động của Hoàng đế Napoléon I nước Pháp trước đội Cận vệ của mình. Được coi là một áng văn hay, ngắn gọn và súc tích, và là một minh chứng cho tài năng lãnh đạo cũng như sự tận tụy đối với ba quân của nhà vua nước Phổ, bài diễn văn Parchwitz đã được dịch ra nhiều ngoại ngữ và thu hút được muôn triệu độc giả. Ở đoạn cuối áng "thiên cổ hùng văn" này, ông đe dọa sẽ lấy đi những gì mà chiến sĩ rất yêu thích nếu họ thất trận, do đó họ đã quyết tâm phải chiến đấu làm nên thắng lợi hùng tráng tại Leuthen.
Không chỉ thể hiện niềm tin vào lòng yêu nước và can trường của các Sĩ quan dưới quyền ông, Friedrich II Đại Đế được đánh giá là đã miêu tả tình thế hiểm nghèo của ông qua bài văn nổi tiếng này bằng chứng cớ nhiều hơn là lập luận. Qua bài diễn văn trong "Hội đồng Chiến tranh" này, ta có thể hiểu rằng ông xem tình thế là bức bách, nhưng chưa đến mức phải tuyệt vọng. Trong cuốn sách về triết học Trung Quốc, Chinese philosophy: An exposition of the main characteristic features of Chinese thought, tác giả Pau Carus đã nhận ra điểm tương đồng giữa bài diễn văn hùng hồn của vị Đại đế nước Phổ trước trận Leuthen với bài Cam thệ (2197 trước Công nguyên) của vua Hạ Khải thời Trung Hoa cổ đại, trong đó vị vua thứ hai của nhà Hạ đã khơi gợi cho ba quân về những năm tháng thịnh trị đời Nghiêu Thuấn. Có tài liệu khác đánh giá rằng bài diễn văn này của nhà vua Friedrich II Đại Đế cùng với lời hiệu triệu của Thống chế Phổ là Gebhard Leberecht von Blücher trên đường hành quân đến đánh trận Waterloo là những điển mẫu tuyệt vời, cho thấy: "Tính khách quan đúng mực sẽ hiệp đồng rất tốt với những lời kêu gọi trong biến cố để đạt được sự sắt đá của trái tim". Theo nhận định của tác giả Joachim von Kürenberg trong cuốn The Kaiser: a life of Wilhelm II, last Emperor of Germany, trước khi Wilhelm II lên ngôi Hoàng đế Đức (Kaiser), không vị vua nào của triều Hohenzollern thường đọc diễn văn trước toàn dân, trong đó Đại Tuyển hầu tước Friedrich Wilhelm I và Friedrich II Đại Đế cũng rất hiếm khi đọc diễn văn, ngoại trừ những khi cấp thiết như bài diễn văn Parchwitz mang đậm nét một lời kêu gọi giữa cơn lâm nguy. Đóng vai trò rất quan trọng đối với chiến thắng vang dội của ông trong trận chiến tại Leuthen, bài hiệu triệu này được xem là tương phản với thói quen của Friedrich II Đại Đế, do ông đã tuyên bố nó trước toàn quân. Nhà sử học quân sự Theodore Ayrault Dodge (Hoa Kỳ) thì coi thời khắc nhà vua nước Phổ đọc bài diễn văn Parchwitz trước các Sĩ quan trong đêm trước trận Leuthen là một giây phút hào hùng không gì hơn trong suốt chiều dài lịch sử. Trong niềm mến mộ "Ông già Fritz" nồng nhiệt như thế, những người lính Phổ đã hoàn tất việc báo ơn vua: họ tiêu diệt từng lớp quân Áo trong trận Leuthen đại thắng kia, làm nên một trong những chiến tích "lấy ít thắng nhiều" cho ông và tiếp nối đại thắng ở Roßbach vừa qua của ông. Nhìn chung, bài diễn văn đầy khí phách của ông được xem là một giây phút tiêu biểu và thực chất là hiếm có trong cuộc chiến (ông là một vị Tư lệnh khắt khe), khi mà ông đã thể hiện được tài năng lôi cuốn của ông với các Sĩ quan, bỏ qua bản chất của một ông vua chuyên chế mà kêu gọi và hết sức ca ngợi tình đồng đội cũng như lòng trung thành và sự mến yêu vô vàn của binh tướng giữa cơn nguy khốn và binh lửa ác liệt. Nhà sử học Hoa Kỳ là Will Durant coi bài diễn văn hào hùng này như một điềm báo cho tinh thần thượng võ của Napoléon I về sau này. Dù ba quân phần lớn đã đuối sức và kiệt quệ nhưng sự động viên của nhà vua đã khiến cho chiến thắng Leuthen càng thêm bất hủ, bên cạnh những lối đánh đậm sắc đã ảnh hưởng lớn và khắc sâu trong ký ức của nền quân sự Đức qua mọi thế hệ. Chính sự tận tâm của ông, không ngại ốm yếu và mỏi mệt, mà đi hết qua ánh lửa này đến ánh lửa khác, hứa sẽ thăng quan tiến chức cho các công thần, khuyên chiến sĩ ủ ấm, v.v..., đã tạo nên huyền thoại về Ông già Fritz. Giá rét đã tuyệt nhiên không thể làm cho vị Quân vương - anh hùng này nản chí. Ông chỉ quyết chiến, quyết thắng, và bài diễn văn Parchwitz nổi tiếng của ông thực chất cũng chứng tỏ quyền thưởng phạt của ông như một bậc Đế vương (ông đã đề xuất những hình phạt cho các đơn vị Kỵ binh và Bộ binh bỏ chạy khỏi trận địa), cùng với sự vô cùng tuân phục của quan tướng đối với ông, sau khi nghe thấu những suy nghĩ của ông. Thành công này của ông là một nhân tố không thể thiếu được đối với "Phép lạ của Nhà Brandenburg" (còn gọi là Phép lạ của Nhà Hohenzollern), nói cách khác là thắng lợi của đất nước Phổ trong cuộc Chiến tranh Bảy Năm. "Đội Vệ binh thành Potsdam" (Potsdamer Wachtparade) như vậy là đã hết mình chiến đấu và hy sinh vì ông - là "Nhà hiền triết nơi Sans Souci", vị chủ tướng đại tài (Fedherren) của họ, sẵn sàng xông pha và chiến thắng được đại quân Áo hùng mạnh ở Leuthen hướng Đông Bắc con sông Oder và mãi mãi trung thành với ông mãi cho đến khi ông qua đời vào năm 1786. Sau này, Tiến sĩ Kurt Hesse trong thời kỳ Đức Quốc xã đã viết cuốn sách nhỏ "Achtzig Millionen Kämpfen" (tạm dịch là Tám triệu người chiến đấu) trong đó có 6 trang trích dẫn bài diễn văn của nhà vua Friedrich II Đại Đế trước trận chiến ở Leuthen (1757), chung hàng thẳng lối với các bài diễn văn của Lãnh tụ Adolf Hitler tại Danzig vào năm 1939. Tuy những bài diễn văn này kỳ thực là có rất ít điểm tương đồng với nhau, Nhà nước phát xít Đức luôn tuyên truyền không ngưng nghỉ để coi Hitler như là một người "kế thừa" của vị vua nước Phổ năm xưa, và cũng bôi nhọ "huyền thoại Friedrich" sao cho phù hợp với lý tưởng của Hitler. Điều đấy chứng tỏ phát xít Đức luôn coi mình là kẻ kế tục của truyền thống Phổ thuở trước.